# Ануфриево (Вологодская область)
Ануфриево — деревня в Белозерском районе Вологодской области.
Входит в состав Гулинского сельского поселения, с точки зрения административно-территориального деления — в Кукшевский сельсовет.
Расположена на берегу Ворбозомского озера. Расстояние до районного центра Белозерска по автодороге — 38 км, до центра муниципального образования деревни Никоновская по прямой — 13 км. Ближайшие населённые пункты — Москвино, Надкобово, Фетинино.
Население по данным переписи 2002 года — 25 человек (10 мужчин, 15 женщин). Всё население — русские.